# Journal of Medicinal Chemistry
Das Journal of Medicinal Chemistry, abgekürzt J. Med.Chem., ist eine wissenschaftliche Fachzeitschrift des Wissenschaftszweigs medizinische Chemie, die von der American Chemical Society veröffentlicht wird. Der ursprüngliche Titel war Journal of Medicinal and Pharmaceutical Chemistry und wurde 1963 auf den heutigen Titel verkürzt. Der Gründer der Zeitschrift und ihr erster Chefredakteur war von 1959 bis einschließlich 1971 Alfred Burger. In den folgenden vierzig Jahren leitete Philip Portoghese die Zeitschrift. Mit Beginn des Jahres 2012 übernahmen Gunda Georg und Shaomeng Wang die Schriftleitung.
Der Impact Factor lag im Jahr 2019 bei 6,205. Nach der Statistik des ISI Web of Knowledge wurde das Journal 2014 in der Kategorie medizinische Chemie an dritter Stelle von 59 Zeitschriften geführt.
Im Jahr 2010 wurde der Ableger ACS Medicinal Chemistry Letters gegründet.